# Europäische Formel-5000-Meisterschaft
Die Europäische Formel-5000-Meisterschaft war eine Automobilsportmeisterschaft, die von 1969 bis 1975 jährlich ausgetragen wurde. Das Reglement orientierte sich an der ursprünglich in den USA entwickelten Formel 5000. Die Bezeichnung leitete sich von dem maximal zulässigen Hubraum der verwendeten Motoren – 5000 cm³ – ab. Ungeachtet der nominellen Bezugnahme auf Europa fand der ganz überwiegende Teil der Meisterschaftsläufe auf Rennstrecken in Großbritannien statt.

## Hintergrund

### Ursprung in den USA

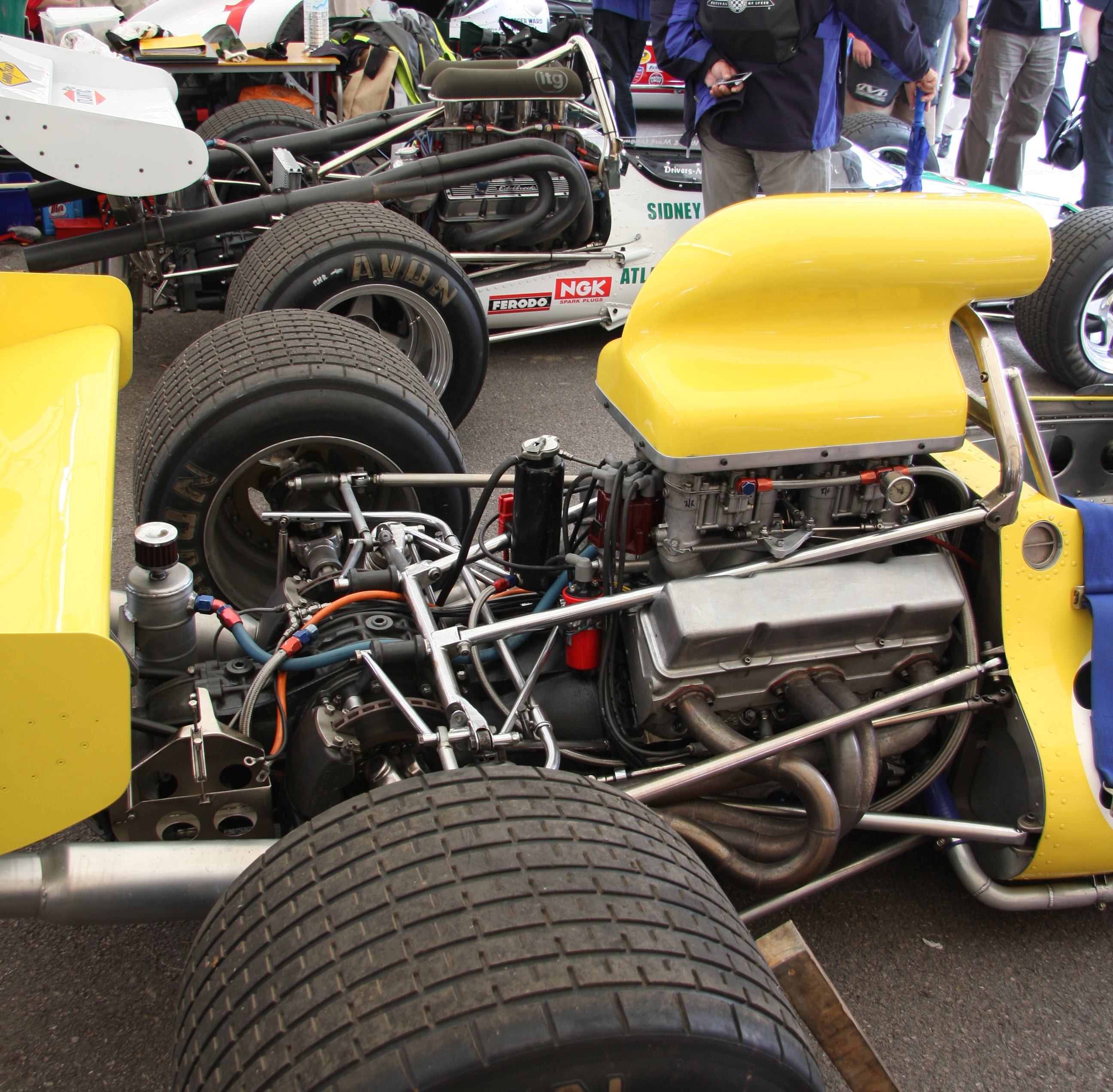
Meistverwendetes Triebwerk in der Formel 5000: der 5,0 Liter große Achtzylindermotor von Chevrolet

Die Formel 5000 geht auf die US-amerikanische Rennklasse Formel A zurück. Der Sports Car Club of America (SCCA) hatte diese Formel 1965 als nordamerikanisches Pendant zur Formel 1 eingeführt. Ihr Reglement entsprach daher der damaligen Formel 1, sodass offene einsitzige Rennwagen mit Motoren von bis zu 3,0 Litern Hubraum zugelassen waren. Die Formel A konnte sich in den USA nicht etablieren. Erst 1967 fand eine reguläre Meisterschaft statt, die allerdings schwach besetzt war und nur über vier Läufe ging. Amerikanische Hersteller hatten keine passenden Motoren, sodass vielfach britische und gelegentlich auch italienische Triebwerke kostenaufwendig importiert werden mussten. Das machte die Serie unattraktiv.
Um das Starterfeld zu vergrößern, ließ der SCCA ab 1968 in der Formel A Motoren mit einem Hubraum von bis zu 5,0 Litern (5000 cm³) zu. Die so erweiterte Klasse sollte in etwa die gleiche Motorleistung wie die Formel 1 bei gleichzeitig reduzierten Kosten bieten. Der amerikanische Automobilhersteller Chevrolet hatte einen auf eine Großserienkonstruktion zurückgehenden Rennsportmotor mit 302 Kubikzoll Hubraum im Programm, der in dieses Reglement passte. Gelegentlich waren auch Motoren von Oldsmobile oder Ford am Start.

### Adaption in Großbritannien
Die erweiterte Formel A erwies sich in den USA als erfolgreich: Bereits 1968 ging die nach dieser Formel ausgerichtete SCCA Continental Championship über acht Läufe und hatte mehr als 20 regelmäßige Teilnehmer. Weltweit entstanden daraufhin Bestrebungen, das Konzept dieser Serie für andere Regionen zu übernehmen.
In Europa gingen diese Überlegungen maßgeblich auf den Rennwagenhersteller Motor Racing Developments (MRD) zurück, der den Formel-1-Rennstall Brabham betrieb und zu dieser Zeit Eigentümer der britischen Rennstrecke Brands Hatch war. Der MRD-Manager John Webb sah darin eine Möglichkeit, einen zusätzlichen Markt für die eigenen Rennwagen zu schaffen und zudem den Kurs von Brands Hatch durch zusätzliche Rennveranstaltungen besser auszulasten.
1969 wurde erstmals die Europäische Formel-5000-Meisterschaft ausgetragen. Die Serie etablierte sich schnell. Bereits nach wenigen Jahren gab es allerdings Probleme mit der Beschaffung von Motoren. Durch die zunehmende Schwäche des Britischen Pfunds verteuerten sich die amerikanischen Achtzylindermotoren in Europa und vor allem in Großbritannien zu Beginn der 1970er-Jahre erheblich, sodass sich insbesondere kleinere Teams den Import der Motoren nicht mehr leisten konnten. Die Organisatoren der Europäischen Formel-5000-Meisterschaft reagierten darauf mit einer Aufweichung des Reglements, sodass auch europäische Motoren mit geringem Hubraum zugelassen waren, deren Leistung teilweise durch Turbolader gesteigert werden durfte.

### Niedergang
Neben dem unerwarteten Anstieg der Kosten für amerikanische Motoren führte auch die zunehmende Verbreitung des Cosworth-DFV-Motors in den frühen 1970er-Jahren dazu, dass das Interesse der Teams bzw. Konstrukteure an der Formel 5000 nachließ. Der 3,0 Liter große DFV war das kostengünstigste Formel-1-Triebwerk – zeitweise war er nicht teurer als ein Chevrolet-Achtzylinder –, musste als britische Konstruktion nicht importiert werden und war allgemein zugänglich. Viele britische Konstrukteure sahen daher in der international ausgerichteten Formel 1 die bessere Alternative und wandten sich letztlich von der Formel 5000 ab.
1976 und 1977 wurde die Meisterschaft als Formule-Libre-Veranstaltung ausgetragen; in ihr waren Autos der Formel 1, der Formel 2 und der Formel Atlantic gleichermaßen startberechtigt. Ab 1978 übernahm die Aurora-AFX-Formel-1-Serie die Rolle der Europäischen Formel-5000-Meisterschaft. Hierbei handelte es sich um ein rein britische Formel-1-Meisterschaft, die nach dem Reglement der Formel 1 veranstaltet wurde. Hier traten Nachwuchsfahrer mit zumeist veralteten Formel-1-Autos an. Die Meisterschaft wurde bis 1982 viermal ausgetragen.

## Reglement

### Chassis
Hinsichtlich Chassis, Aufhängung, Bremsen und aerodynamischer Hilfen wie Flügeln orientierte sich das Reglement der Formel 5000 an dem der zeitgenössischen Formel 1.

### Motoren
Anfänglich entsprach das Reglement der Serie vollständig dem der herkömmlichen Formel 5000: Zugelassen waren offene Einsitzer mit seriennahen Saugmotoren, deren Hubraum maximal 5,0 Liter betrug.
Für die Saison 1973 erweiterten die Organisatoren das Reglement der Meisterschaft. Zugelassen waren nunmehr Motoren mit Hubräumen von 2750 bis 5000 cm³; bis zu einem Hubraum von 4,0 Litern war die Verwendung eines Turboladers zur Leistungssteigerung erlaubt. Die hubraumschwächeren Autos erhielten zudem einen Vorteil von 18 kg beim Mindestgewicht.

## Konstrukteure

### Chassis

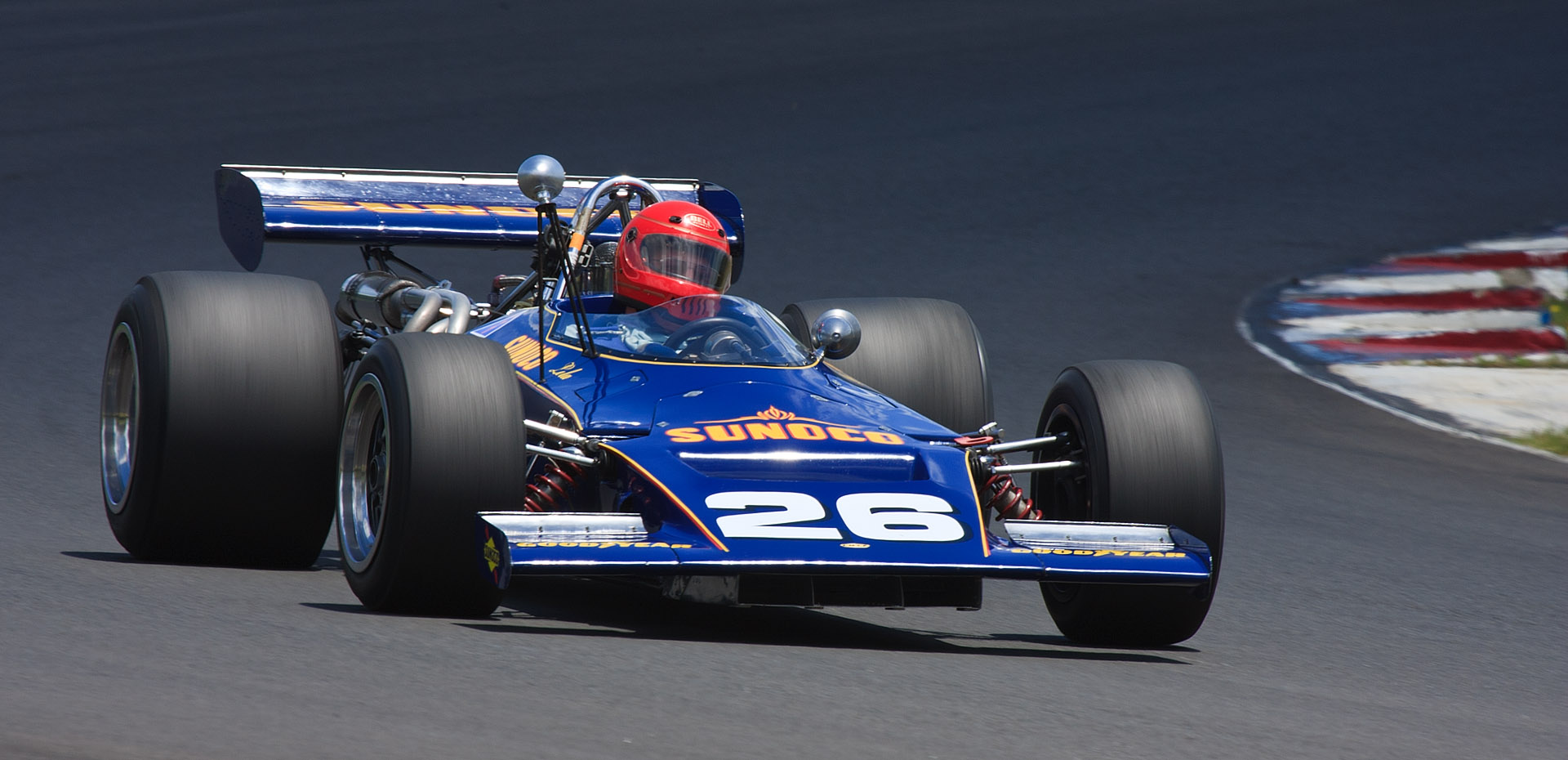
Lola T192

Die Chassis für die Teams der Europäischen Formel-5000-Meisterschaft wurden nahezu ausschließlich von britischen Konstrukteuren entwickelt und gebaut. In seltenen Fällen traten US-amerikanische Chassis an; kontinentaleuropäische Konstrukteure, von denen sich zur gleichen Zeit einige an der Formel 1 beteiligten, nahmen die Formel 5000 nahezu gar nicht an. Neben Brabham, dessen Muttergesellschaft MRD die Europäische Formel-5000-Meisterschaft maßgeblich initiiert hatte, produzierten vor allem Chevron, Lola, March, McLaren und Surtees in größerem Umfang Chassis für die Serie. Später kamen zahlreiche kleinere Hersteller hinzu, die jeweils nur vorübergehend aktiv waren. Hierzu gehörten Trojan Racing und McRae, und auch für Hobbyprojekte wie Dywa schien die Formel-5000-Meisterschaft attraktiv.
Die Konstrukteure gingen mit der Nähe des Reglements zur Formel 1 unterschiedlich um. March Engineering leitete seine Formel-5000-Wagen unmittelbar von den zeitgenössischen Formel-1-Autos ab, Lola und Chevron hingegen legten zumeist ihre Konstruktionen für die Formel 2 bzw. Formel Atlantic zugrunde.

### Motoren
Der mit Abstand am häufigsten verwendete Motor war der 5,0 Liter große Achtzylinder von Chevrolet; ähnlich, aber nur selten eingesetzt wurde eine gleich große Konstruktion von Chevrolets Schwestermarke Oldsmobile. Mit der Erweiterung des Reglements auf kleinere Motoren kamen auch britische Konstruktionen zum Einsatz. Das ab 1973 gültige Reglement erlaubte insbesondere die Verwendung des Cosworth GA. Das war ein V6-Motor, der auf einer Konstruktion für die Gruppe 2 basierte und in dieser Klasse zuvor bereits unter anderem im Ford Capri eingesetzt worden war.

## Verhältnis zur Formel 1

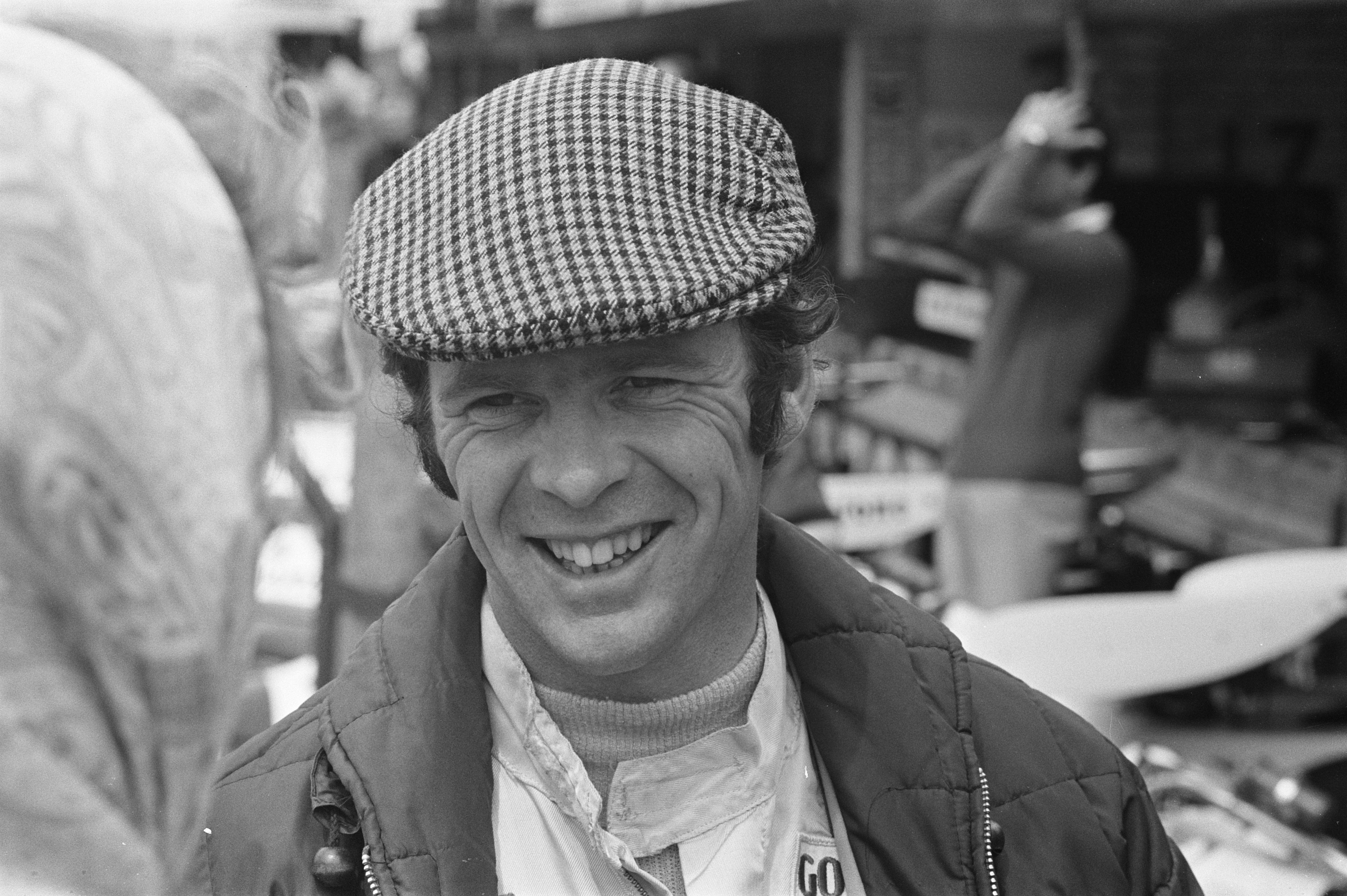
Zweimaliger Europäischer Formel-5000-Meister: Peter Gethin

Die Europäische Formel-5000-Meisterschaft war anfänglich als preiswerte Alternative zur Formel 1 konzipiert.
Dieser Ansatz ließ sich aber nicht wirklich umsetzen. Während an der Amerikanischen Formel-5000-Meisterschaft wiederholt etablierte Formel-1-Fahrer teilnahmen, zog die europäische Serie nahezu keine Formel-1-Piloten an. Die Europäische Formel-5000-Meisterschaft wurde stattdessen von Formel-2-Piloten dominiert, die hofften, auf dem Umweg über diese Serie ein Cockpit in der als höherwertig angesehenen Formel 1 zu erhalten. Tatsächlich gelang dies nur wenigen Fahrern, selbst wenn sie bei Formel-5000-Rennen gute Ergebnisse erzielt hatten. Piloten wie Tom Belsø, Bob Evans, Gijs van Lennep, Lella Lombardi und Teddy Pilette waren sogenannte feste Größen in der Formel 5000, kamen ungeachtet dessen in der Formel 1 aber nur zu sporadischen Einsätzen. Ausnahmen waren Peter Gethin, der die ersten beiden Meistertitel 1969 und 1970 gewann und, an diese Erfolge anknüpfend, in den Folgejahren regelmäßig Formel-1-Verträge bei McLaren und BRM erhielt, sowie Andrea de Adamich, Howden Ganley und Brian Redman.
Die Praxis zeigte außerdem, dass die Formel-5000-Rennwagen in der Leistung hinter denen der Formel 1 zurückblieben. Bei einigen Rennen traten Formel-1- und Formel-5000-Rennwagen unmittelbar gegeneinander an, so insbesondere von 1970 bis 1974 bei der BRDC International Trophy auf dem britischen Silverstone Circuit. Bei allen Veranstaltungen dominierten die Formel-1-Piloten; kein Formel-5000-Fahrer erreichte hier jemals eine Podiumsposition. Das beste Ergebnis eines Formel-5000-Fahrers bei der International Trophy war Mike Hailwoods fünfter Platz im Jahr 1971.

## Rennstrecken

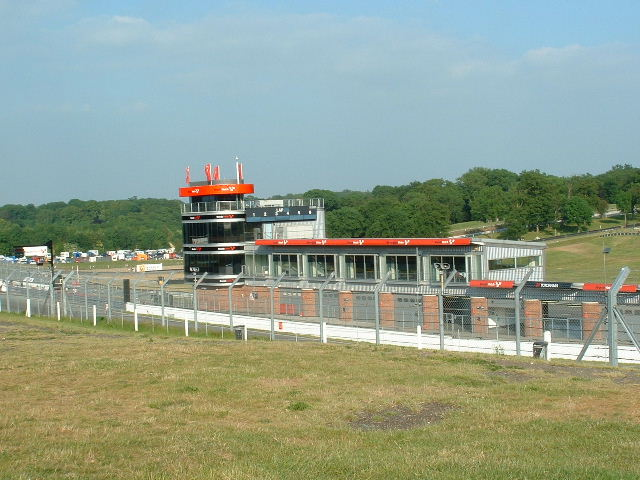
23 Mal Austragungsort eines Formel-5000-Rennens: Brands Hatch Circuit

In jeder Saison fanden zwischen 12 (1969) und 20 (1970) Rennen statt. Die meisten Rennen wurden auf britischen Kursen gefahren. Der Brands Hatch Circuit war die mit deutlichem Abstand am häufigsten genutzte Rennstrecke: 23 Läufe der Europäischen Formel-5000-Meisterschaft wurden hier von 1969 bis 1975 veranstaltet. Jeweils 14 Rennen fanden in Oulton Park und Mallory Park statt. Weitere, weniger häufig frequentierte Rennstrecken waren Silverstone, Snetterton, Thruxton und Castle Combe. Darüber hinaus gab es in jeder Saison einzelne Rennen im kontinentaleuropäischen Ausland, deren Zahl stark variierte. 1969 waren es vier, 1973 und 1974 fünf und 1970 sechs kontinentaleuropäische Rennen, 1972 und 1975 hingegen nur jeweils zwei. Einziger fester Bestandteil bei ausländischen Kursen war der Mondello Park Circuit in Irland, der mit Ausnahme des Jahres 1975 regelmäßig einmal Austragungsort eines Formel-5000-Rennens war; abgesehen davon variierten die kontinentaleuropäischen Strecken stark. In folgenden Ländern fanden neben Irland außerbritische Rennen statt:
- Belgien: Koksijde (1969), Nivelles-Baulers (1972) und Zolder (1970, 1974, 1975)
- Dänemark: Jyllandsringen (1973)
- Deutschland: Hockenheimring (1969, 1970, 1971)
- Italien: Misano (1973), Monza (1970, 1971, 1974) und Mugello (1974)
- Niederlande: Zandvoort (1969, 1970, zweimal 1973, 1974)
- Österreich: Salzburgring (1970)
- Schweden: Anderstorp (1970)

## Sponsoren
Die Meisterschaft hatte im Laufe der Jahre unterschiedliche Titelsponsoren. In den ersten Jahren unterstützte der Zigarettenhersteller Carreras Tobacco Company die Serie und warb hier 1969 und 1970 mit der Zigarettenmarke Guards. Von 1971 bis 1974 war die zum gleichen Konzern gehörende Zigarettenmarke Rothmans Titelsponsor. 1975 schließlich übernahm die britische Tochter des Mineralölkonzerns Royal Dutch Shell das Sponsoring. Die Sponsoren beeinflussten in wechselndem Maße die offiziellen Namen der Meisterschaften. Sie hieß
- 1969: Guards Formula 5000 Championship
- 1970: Guards European Formula 5000 Championship
- 1971 bis 1974: Rothmans F5000 European Championship
- 1975: ShellSPORT 5000 European Championship.

## Die Meister
| Jahr | Fahrer          | Chassis                             | Team                       | Punkte |
| ---- | --------------- | ----------------------------------- | -------------------------- | ------ |
| 1969 | Peter Gethin    | McLaren-Chevrolet                   | Church Farm Racing         | 2365   |
| 1970 | Peter Gethin    | McLaren-Chevrolet                   | Sid Taylor                 | 90     |
| 1971 | Frank Gardner   | Lola-Chevrolet                      | Lola Cars Ltd.             | 95     |
| 1972 | Gijs van Lennep | Surtees-Chevrolet McLaren-Chevrolet | Speed International Racing | 65     |
| 1973 | Teddy Pilette   | McLaren-Chevrolet Chevron-Chevrolet | Racing Team VDS            | 136    |
| 1974 | Bob Evans       | Lola-Chevrolet                      | Alan McKechnie Racing      | 193    |
| 1975 | Teddy Pilette   | Lola-Chevrolet                      | Racing Team VDS            | 174    |